# Embalse Arroyo Grande-El Playón
El   Embalse Arroyo Grande, también llamado   Represa del Playón , es un embalse localizado en el departamento de Bolívar, al norte de Colombia. Su acceso es vía terrestre, con una distancia de 85 kilómetros desde Cartagena y de 30 kilómetros desde el municipio María La Baja. Junto con la Represa de Matuya (la cual se encuentra intercomunicadas) hace parte del Sistema de Riego de Marialabaja. El área de influencia directa de la Represa del Playón comprende la zona rural del municipio de El Carmen de Bolívar (veredas Camarón y Puerto Mesitas), María La Baja (centro poblado San José del Playón) y San Jacinto (centros poblados Paraíso y San Cristóbal).
La principal fuente de abastecimiento de agua son los diversos arroyos de la Alta Montaña de los Montes de María principalmente de la Cuenca del Arroyo Huamanga, cubiertos en su mayor parte por bosque húmedo tropical y con un caudal promedio de 98 hm³ distribuido en 12,40 km².

## Datos Importantes
Tiene las siguientes características técnicas:
- Potencia nominal:
- Caudal nominal: 98 hm³

Al ser la represa parte del distrito de riego de Marialabaja este continúa bajo la dirección de agentes privados, reunidos bajo el nombre de USOMARIALABAJA.

## Problemas ambientales
La represa fue creada en el gobierno de Lleras Restrepo como proyecto de su gran reforma agraria para el fortalecimiento del sector arrocero del país, principal economía del municipio de María La Baja reemplazando los decadentes cañaduzales de la región. A principio del siglo XXI y desde la llamada apertura económica, la llegada de la Palma Africana ha causado la desertificación del terreno y la contaminación esta fuente de agua afectando a la población campesina del alrededor, además de deteriora el bosque seco tropical de este sector del Caribe Colombiano.

## Turismo
El embalse tiene un potencial turístico, por estar entre las estribaciones de los Montes de María y la llanura del Canal del Dique. Tiene un proyecto PDET para construcción de un Teleférico desde el Cerro Cansona (600 m s. n. m.) donde se puede divisar sus aguas hasta llegar a las veredas camarón y puerto mesitas (100 m s. n. m.) sobre esta.